# منتخب إيطاليا لاتحاد الرغبي للسيدات
منتخب إيطاليا الوطني لاتحاد الرغبي للسيدات (بالإيطالية: Nazionale di rugby a 15 femminile dell'Italia)‏ هو ممثل إيطاليا الرسمي في المنافسات الدولية في اتحاد الرغبي للسيدات. تأسس في 22 يونيو 1985.

## وصلات خارجية
- الموقع الرسمي